# Тепідарій

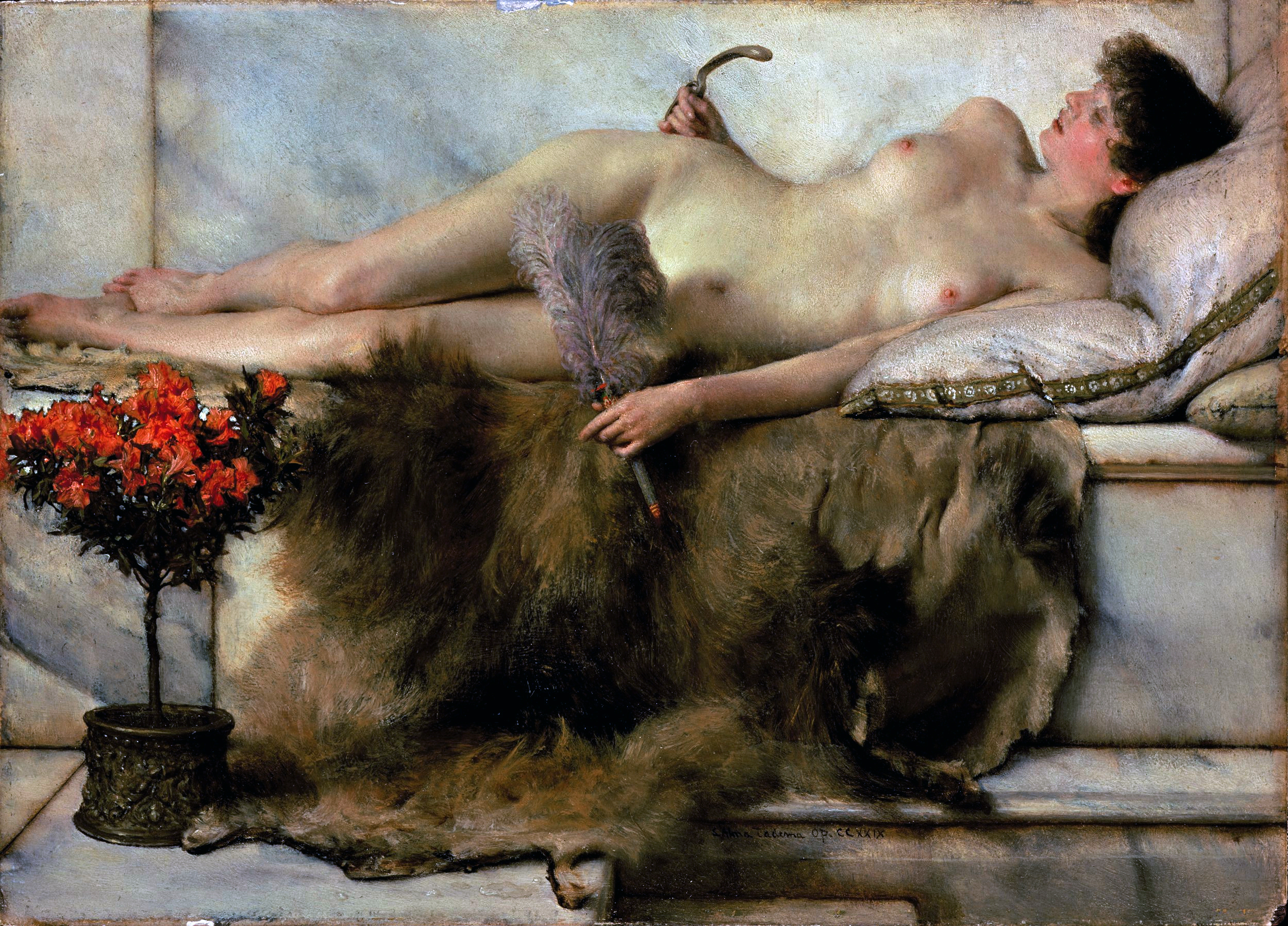
Картина Альма-Тадеми «В тепідарії» (1881). Предмет у правій руці — стригіль.

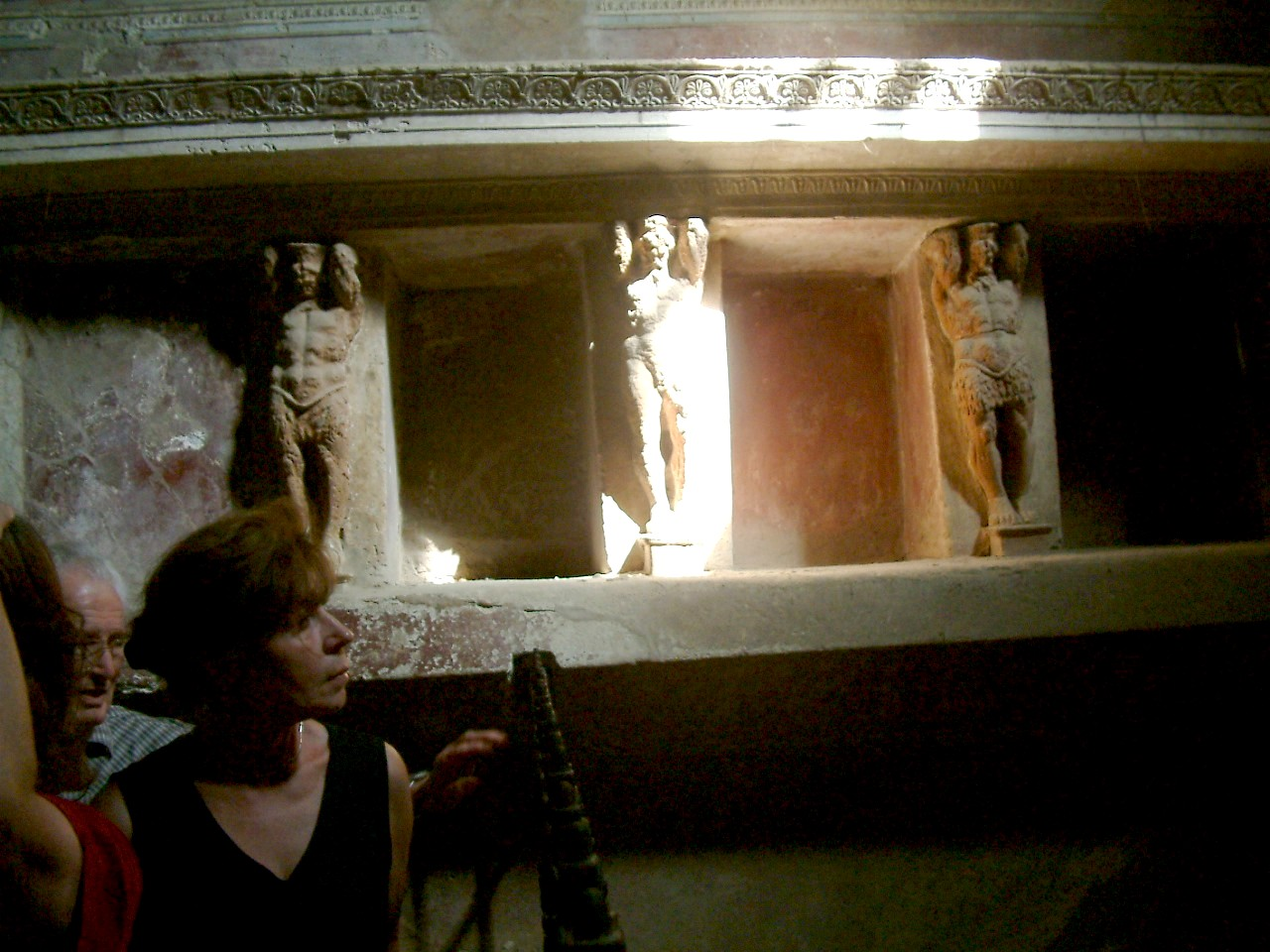
Тепідарій терм у Помпеях

Тепідарій, тепідаріум (лат. tepidarium — тепла кімната) — суха тепла кімната в класичних римських термах, призначена для (попереднього) розігрівання тіла. Тепідарій нагрівався до 40-45 °С від гіпокауста (гарячим повітрям із печі, що проходить каналами, розташованими у стінах і під підлогою).
Являв собою велику центральну залу римських терм, навколо якої згруповано всі інші зали. Очевидно, в цьому залі купальники готувалися паритися в кальдарії або приймати холодні ванни у фригідарії. Тепідарій був найбагатше оздоблений мармуром та мозаїкою. Всередину нього падало світло з вікон-ліхтарів (вікон верхнього ярусу) збоку, спереду та ззаду, і, ймовірно, він був залою, в якій розташовували найпрекрасніші витвори мистецтва. Так, у термах Каракалли під час розкопок 1564 року знайдено скульптуру Фарнезького бика; багато інших скарбів виявлено під час розкопок у Помпеях.
Цікавий приклад тепідарію виявлено на розкопках у Помпеях: його закривало напівкругле циліндричне склепіння, прикрашене рельєфом на штукатурці, а навколо приміщення розташувалися ряди квадратних отворів або ніш, розділених теламонами (колонами у формі чоловічої статуї).